# Kemal Okyay
Kemal Okyay (* 25. Februar 1985 in Kayseri) ist ein türkischer Fußballspieler, der für TKİ Tavşanlı Linyitspor spielt.

## Karriere

### Verein
Okyay begann mit dem Vereinsfußball in der Jugendabteilung von Kayseri İl Özel İdaresi und spielte später für die Jugendmannschaft von Kayserispor. Bei letzterem wurde er im Dezember 2003, mit einem Profivertrag ausgestattet, in den Profikader aufgenommen. Die erste Saison saß er fast ausschließlich auf der Ersatzbank und kam nur bei zwei Pokalbegegnungen zum Einsatz. Zum Sommer 2004 schaffte der Partnerverein Kayseri Erciyesspor den Aufstieg in die Süper Lig und tauschte anschließend die Wettbewerbsrechte mit Kayserispor. Dadurch spielte Okyay mit seiner Mannschaft plötzlich in der höchsten türkischen Spielklasse, ohne den Aufstieg geschafft zu haben. Okyay entwickelte sich über die Jahre zu einem festen Bestandteil der Mannschaft. In seiner erfolgreichsten Saison gewann er mit seiner Mannschaft das erste Mal in der Vereinsgeschichte den Türkischen Fußballpokal und wurde mit seinem Team obendrein Tabellenfünfter der Süper Lig. Zum Saisonende sortierte ihn der damalige Erfolgscoach Tolunay Kafkas aus und setzte ihn auf die Verkaufsliste. 
So wechselte Okyay notgedrungen zum Partnerverein Kayseri Erciyesspor. Hier spielte er eine Saison lang und ging dann zum Erstligisten Manisaspor. Bereits nach einer Spielzeit kehrte er zu Erciyesspor zurück. Im Sommer 2010 wurde der Wechsel Okyays zum Ligakonkurrenten Adanaspor verkündet. Dieser Wechsel kam dann doch nicht zustande und Okyay blieb bei Erciyesspor. 
Zur Rückrunde der Spielzeit 2012/13 wechselte er zum Drittligisten Nazilli Belediyespor. Im Frühjahr 2014 wechselte er zum Zweitligisten TKİ Tavşanlı Linyitspor.

### Nationalmannschaft
Okyay spielte insgesamt fünfmal für die türkische U-20-Nationalmannschaft.
Zudem wurde er 2005 für die Zweite Auswahl der Türkischen Nationalmannschaft nominiert, wurde aber nicht eingesetzt.

## Erfolge
- Mit Kayserispor
  - Türkischer Pokalsieger (1): 2007/08